# Synchrotron

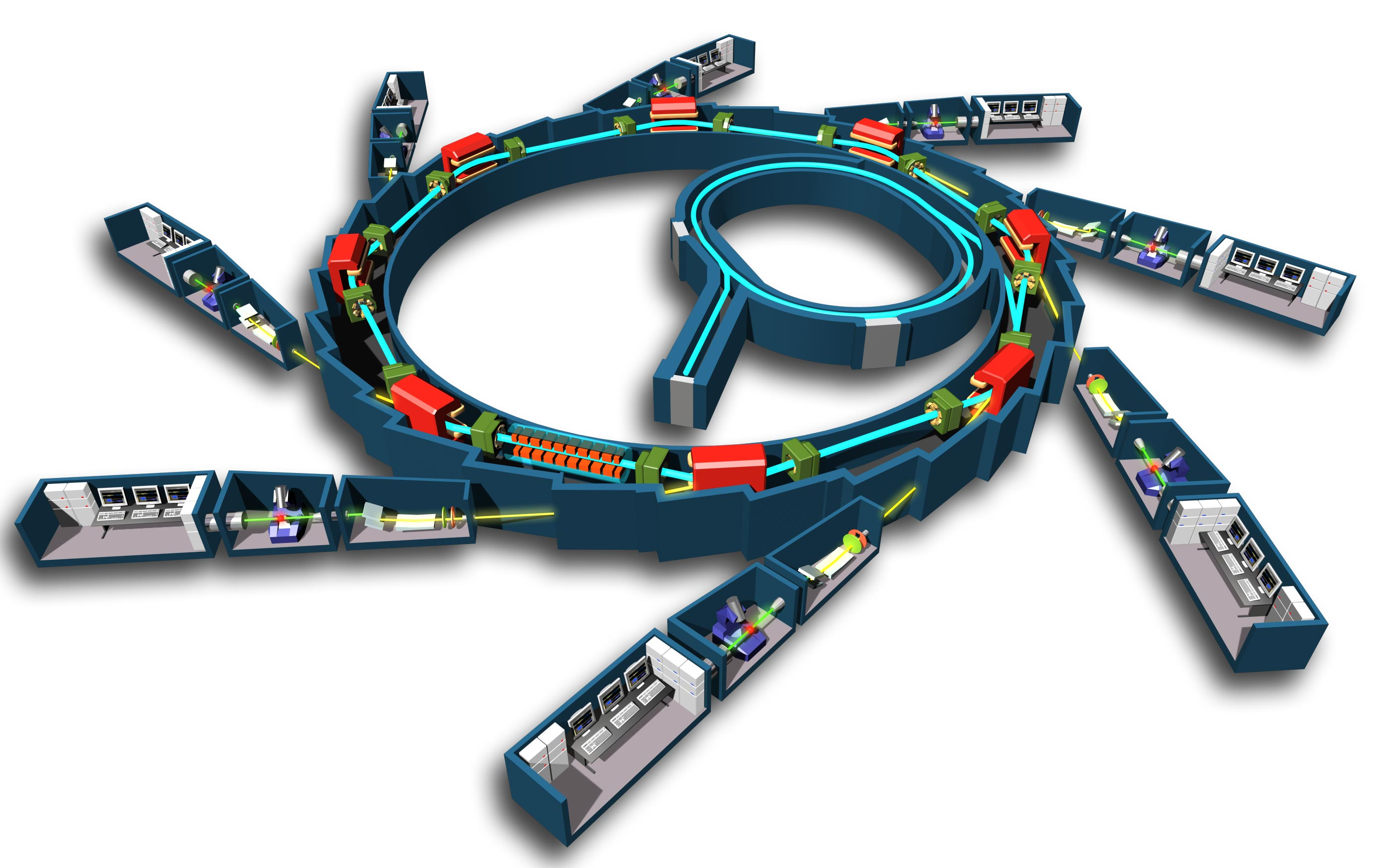
Schema van de Franse synchrotron Soleil met twee versnellers (lineaire versneller en boostersynchrotron) voor de injectie van elektronen aan de binnenzijde en bundelpijpen aan de buitenzijde. Negen magneten en acht bundelpijpen en -stations zijn aangegeven in de opslagring. Soleil ligt bij Gif-sur-Yvette ten zuidwesten van Parijs, en produceert elektronen met een energie van 2,75 GeV. (Klik om te vergroten.)

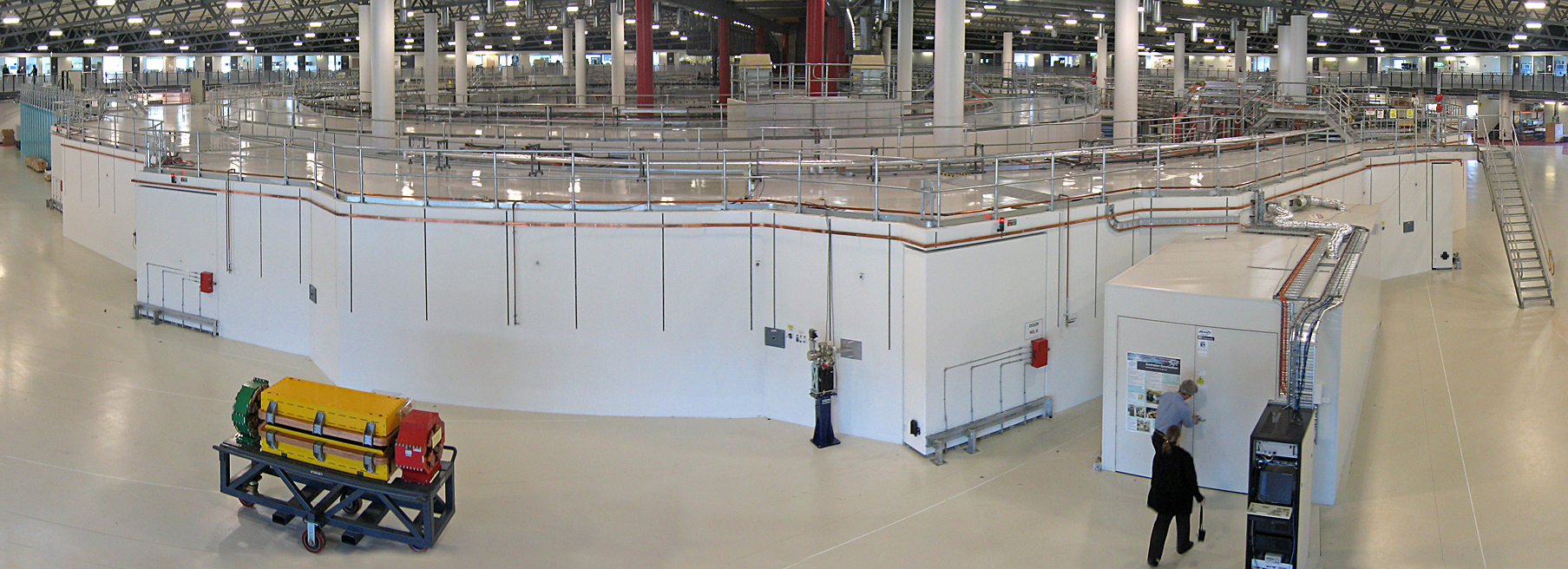
Australian Synchrotron bij Clayton, Victoria. De opslagring (doorsnee 216 m) staat centraal met de optische diagnostische bundelpijp vooraan. Binnen de opslagring zijn de lineaire versneller (LINAC) en het aansluitende ronde boostersynchrotron (doorsnee 130 m) voor de voorversnelling van elektronen zichtbaar. Deze brengen de elektronen op gang, voordat ze in de opslagring geïnjecteerd worden. Op het karretje staan twee soorten magneten, om de elektronenbundel af te buigen en te focusseren. Klik om te vergroten.

Een synchrotron is een deeltjesversneller voor deeltjes met relativistische snelheden. Net als een cyclotron is een synchrotron een versneller waarin de deeltjes een ronde baan beschrijven. In tegenstelling tot een cyclotron beschrijven alle deeltjes echter een baan met dezelfde straal. In plaats van een schijfvormige kamer wordt daarom een buis gebruikt. Rechte segmenten van die buis worden gebruikt als een lineaire versneller, en in bochten worden sterke magneten gebruikt om de deeltjes in de juiste baan te houden.

## Pakketjes elektronen
Bij de energieën waarbij een synchrotron werkt, hebben alle deeltjes, onafhankelijk van hun kinetische energie, dezelfde snelheid: hun snelheid benadert die van het licht. De deeltjes suizen het apparaat rond in pakketjes (bunches) die zo dicht mogelijk bij elkaar worden gehouden. Als de energie van een deeltje een klein beetje lager is dan die van de andere, zal dit deeltje achter gaan lopen, en daardoor in de versneller-gedeeltes een grotere versnelling ondervinden. Het omgekeerde geldt voor deeltjes met een te grote energie. Door deze compressie blijven de deeltjes in de pas lopen.
In moderne synchrotrons kunnen meerdere pakketjes (multibunch) met deeltjes tegelijkertijd rondlopen. De totale hoeveelheid deeltjes in de ring wordt uitgedrukt in een elektrische stroom in ampère, de stroom is het totaal aantal elementaire ladingsdragers in de ring, vermenigvuldigd met het aantal keren dat ze per seconde langskomen.
Synchrotrons kunnen niet worden gebruikt om deeltjes van stilstand af te versnellen. Daarom worden zogenaamde injectoren gebruikt om deeltjes die al een grote energie hebben in de synchrotron ring te brengen. De eerste versneller is vaak een lineaire versneller (LINAC), zoals te zien in het schema van Soleil boven. Het synchrotron zelf kan de deeltjes dan verder versnellen.

## Doel
In de natuurkunde worden synchrotrons voor drie totaal verschillende doelen gebruikt:
1. Als producent van snelle deeltjes, die daarna in een experiment buiten de ring kunnen worden gebruikt.
2. Als producent van snelle deeltjes, die binnen de ring met elkaar kunnen botsen: een collider.
3. Als producent van synchrotronstraling: de straling die snelle deeltjes uitzenden als ze gedwongen worden om door een bocht te gaan. Dit type wordt vaak lichtbron (Light Source of Photon Source) genoemd.

Deze drie doelen sluiten elkaar bijna uit, ze hebben elk hun eigen synchrotron nodig. Als voorbeeld: voor de eerste twee is de synchrotronstraling een last, want door het uitzenden van straling verliezen de deeltjes een deel van hun energie. Een synchrotron dat voor deeltjesfysica wordt gebruikt heeft daarom een zo groot mogelijke straal om de hoeveelheid synchrotronstraling bij dezelfde energie te minimaliseren.

## Productie
Voor het produceren van synchrotronstraling worden meestal elektronen-synchrotrons gebruikt, die naast de gewone afbuigmagneten nog andere mogelijkheden hebben om de deeltjes zo veel mogelijk straling in dezelfde richting uit te laten stralen (undulators en wigglers). De straling verlaat de ring in een zogenaamde beamline waar ze wordt gebruikt voor allerhande experimenten. De straling ligt in gebieden tussen het vacuümultraviolet en harde röntgenstraling.

## Toepassingen
- Levenswetenschappen: kristallografie van eiwitten en grote moleculen
- LIGAmicrofabricatie
- Ontwikkeling van geneesmiddelen
- "Burning" computerchip ontwerpen in metalen wafers
- Spectroscopie met röntgenstraling om samenstelling van stoffen te bepalen
- Reactie van levende cellen op geneesmiddelen
- Fluorescentie-onderzoek
- Halfgeleider-onderzoek
- Geologische materiaalonderzoek
- Beeldvormend medisch onderzoek
- Protonentherapie om sommige kankers te behandelen
- Confocale microscopie

## Lijst synchrotrons
| Synchrotron                                              | Plaats en land                                             | Energie (GeV) | Omtrek (m) | In gebruik genomen | Gesloten |
| -------------------------------------------------------- | ---------------------------------------------------------- | ------------- | ---------- | ------------------ | -------- |
| Advanced Photon Source (APS)                             | Argonne National Laboratory, VS                            | 7.0           | 1104       | 1995               |          |
| ISIS                                                     | Rutherford Appleton Laboratory, VK                         | 0.8           | 163        | 1985               |          |
| Australian Synchrotron                                   | Melbourne, Australië                                       | 3             | 216        | 2006               |          |
| LNLS                                                     | Campinas, Brazilië                                         | 1.37          | 93.2       | 1997               |          |
| SESAME                                                   | Allaan, Jordanië                                           | 2.5           | 125        | Under Design       |          |
| Bevatron                                                 | Lawrence Berkeley Laboratory, VS                           | 6             | 114        | 1954               | 1993     |
| Advanced Light Source                                    | Lawrence Berkeley Laboratory, VS                           | 1.9           | 196.8      | 1993               |          |
| Cosmotron                                                | Brookhaven National Laboratory, VS                         | 3             | 72         | 1953               | 1968     |
| National Synchrotron Light Source                        | Brookhaven National Laboratory, VS                         | 2.8           | 170        | 1982               | 2014     |
| National Synchrotron Light Source II                     | Brookhaven National Laboratory, VS                         | 3.0           | 792        | 2014               |          |
| Nimrod                                                   | Rutherford Appleton Laboratory, VK                         | 7             |            | 1957               | 1978     |
| Alternating Gradient Synchrotron (AGS)                   | Brookhaven National Laboratory, VS                         | 33            | 800        | 1960               |          |
| Stanford Synchrotron Radiation Lightsource               | SLAC National Accelerator Laboratory, VS                   | 3             | 234        | 1973               |          |
| Synchrotron Radiation Center (SRC)                       | Madison, VS                                                | ?             | 121        | 1968               |          |
| Cornell High Energy Synchrotron Source (CHESS)           | Cornell-universiteit, VS                                   | 5.5           | 768        | 1979               |          |
| Soleil                                                   | Gif-sur-Yvette, Frankrijk                                  | 3             | 354        | 2006               |          |
| Shanghai Synchrotron Radiation Facility (SSRF)           | Shanghai, China                                            | 3.5           | 432        | 2007               |          |
| Proton Synchrotron                                       | CERN, Zwitserland                                          | 28            | 628.3      | 1959               |          |
| Tevatron                                                 | Fermi National Accelerator Laboratory, VS                  | 1000          | 6300       | 1983               |          |
| Swiss Light Source                                       | Paul Scherrer Institute, Zwitserland                       | 2.8           | 288        | 2001               |          |
| Large Hadron Collider (LHC)                              | CERN, Zwitserland                                          | 7000          | 26659      | 2008               |          |
| BESSY II                                                 | Helmholtz-Zentrum Berlin in Berlijn, Duitsland             | 1.7           | 240        | 1998               |          |
| European Synchrotron Radiation Facility (ESRF)           | Grenoble, Frankrijk                                        | 6             | 844        | 1992               |          |
| MAX-I                                                    | MAX-lab, Zweden                                            | 0.55          | 30         | 1986               |          |
| MAX-II                                                   | MAX-lab, Zweden                                            | 1.5           | 90         | 1997               |          |
| MAX-III                                                  | MAX-lab, Zweden                                            | 0.7           | 36         | 2008               |          |
| ELETTRA                                                  | Triëst, Italië                                             | 2-2.4         | 260        | 1993               |          |
| Synchrotron Radiation Source                             | Daresbury Laboratory, VK                                   | 2             | 96         | 1980               | 2008     |
| Diamond Light Source                                     | Oxfordshire, VK                                            | 3             | 561.6      | 2006               |          |
| DORIS III                                                | DESY, Duitsland                                            | 4.5           | 289        | 1980               |          |
| PETRA II                                                 | DESY, Duitsland                                            | 12            | 2304       | 1995               | 2007     |
| Canadian Light Source                                    | University of Saskatchewan, Canada                         | 2.9           | 171        | 2002               |          |
| SPring-8                                                 | RIKEN, Japan                                               | 8             | 1436       | 1997               |          |
| Taiwanese National Synchrotron Radiation Research Center | Hsinchu Science Park, Taiwan                               | 3.3           | 518.4      | 2008               |          |
| Synchrotron Light Research Institute (SLRI)              | Nakhon Ratchasima, Thailand                                | 1.2           | 81.4       | 2004               |          |
| Indus 1                                                  | Raja Ramanna Centre for Advanced Technology, Indore, India | 0.45          |            | 1999               |          |
| Indus 2                                                  | Raja Ramanna Centre for Advanced Technology, Indore, India | 2.5           | 36         | 2005               |          |
| Synchrophasotron                                         | JINR, Doebna, Sovjet-Unie                                  | 10            | 180        | 1957               | 2005     |
| U-70                                                     | IHEP, Protvino, Sovjet-Unie                                | 70            |            | 1967               |          |
| CAMD                                                     | LSU, Louisiana, VS                                         | 1.5           | -          | -                  |          |

- Noot: voor deeltjesversnellers van het type collider is de energie vaak het dubbele van het getal dat hier genoemd wordt voor maar één bundel.

### Theorie
- (en) Cosmic Magnetobremsstrahlung (synchrotron Radiation), door Ginzburg, V. L., Syrovatskii, S. I., ARAA, 1965
- (en) Developments in the Theory of Synchrotron Radiation and its Reabsorption, door Ginzburg, V. L., Syrovatskii, S. I., ARAA, 1969
- (en) X-Ray Data Booklet Handboek

### Interview
- (en) Podcast interview met een onderzoeker van de European Synchrotron Radiation Facility